# Jan Stanisław Lipski
Jan Stanisław Lipski herbu Szreniawa bez Krzyża (zm. 30 września 1682 roku) – starosta sądecki w latach 1676–1682, starosta perejasławski w 1679 roku, starosta czchowski w 1666 roku, pułkownik królewski.
Poseł sejmiku proszowickiego województwa krakowskiego na sejm wiosenny 1666 roku i sejm jesienny 1666 roku. 
W 1669 roku był elektorem Michała Korybuta Wiśniowieckiego z województwa krakowskiego, w 1674 podpisał elekcję Jana III Sobieskiego z województwem krakowskim.
Poseł na sejm nadzwyczajny 1670 roku z województwa krakowskiego. Poseł sejmiku proszowickiego województwa krakowskiego na sejm koronacyjny 1676 roku. Poseł województwa krakowskiego na sejm grodzieński 1678–1679 roku.